# Unterseeboot 821
L'Unterseeboot 821 ou U-821 est un sous-marin allemand (U-Boot) de type VIIC utilisé par la Kriegsmarine pendant la Seconde Guerre mondiale.
Le sous-marin fut commandé le 20 janvier 1941 à Szczecin (Oderwerke), sa quille fut posée le 2 octobre 1941, il fut lancé le 26 juin 1943 et mis en service le 11 octobre 1943, sous le commandement du Leutnant zur See Ludwig Fabricius.
L'U-821 n'endommagea ou ne coula aucun navire au cours des deux patrouilles (35 jours en mer) qu'il effectua.
Il coule dans l'Atlantique Nord par bombardement d'un avion britannique en juin 1944, au large d'Ouessant.

## Conception
Unterseeboot type VII, l'U-821 avait un déplacement de 769 tonnes en surface et 871 tonnes en plongée. Il avait une longueur totale de 67,10 m, un maître-bau de 6,20 m, une hauteur de 9,60 m et un tirant d'eau de 4,74 m. Le sous-marin était propulsé par deux hélices de 1,23 m, deux moteurs diesel Germaniawerft M6V 40/46 de 6 cylindres en ligne de 1 400 cv à 470 tr/min, produisant un total de 2 060 à 2 350 kW en surface et de deux moteurs électriques Brown, Boveri & Cie GG UB 720/8 de 375 cv à 295 tr/min, produisant un total 550 kW, en plongée. Le sous-marin avait une vitesse en surface de 17,7 nœuds (32,8 km/h) et une vitesse de 7,6 nœuds (14,1 km/h) en plongée. Immergé, il avait un rayon d'action de 80 milles marins (150 km) à 4 nœuds (7,4 km/h; 4,6 milles par heure) et pouvait atteindre une profondeur de 230 m. En surface son rayon d'action était de 8 500 milles nautiques (soit 15 700 km) à 10 nœuds (19 km/h).
 L'U-821 était équipé de cinq tubes lance-torpilles de 53,3 cm (quatre montés à l'avant et un à l'arrière) qui contenait quatorze torpilles. Il était équipé d'un canon de 8,8 cm SK C/35 (220 coups) et d'un canon antiaérien de 20 mm Flak. Il pouvait transporter 26 mines TMA ou 39 mines TMB. Son équipage comprenait 4 officiers et 40 à 56 sous-mariniers.

## Historique
Il reçut sa formation de base au sein de la 4. Unterseebootsflottille et dans la 24. Unterseebootsflottille jusqu'au 29 février 1944, puis il intégra sa formation de combat au sein de la 1. Unterseebootsflottille le 1er mars 1944.
Du 7 au 18 mars 1944, l'U-821 effectue deux courts trajets de trois et de deux jours entre Kiel, Kristiansand et Bergen.
Sa première patrouille commence le 19 mars 1944 au départ de Bergen. En route, lorsqu'il double le passage Shetlands-Féroé (zone GIUK), l'U-821 reçoit l'ordre de se diriger vers l'ouest de la France pour y rejoindre le groupe ou meute Landwirt. Après 25 jours en mer, il rejoint son port d'attache de Brest qu'il atteint le 12 avril 1944.
L'U-821 reprend la mer pour sa deuxième patrouille le 6 juin 1944. D'après Jean-Louis Maurette, quinze U-Boote appareillent en deux groupes le jour du Débarquement : le premier groupe constitué de huit sous-marins dépourvus de Schnorchel quitte le port à 21h00 ; le second qui part un peu plus tard, est constitué de sept bateaux munis de Schnorchel, dont l'U-821 (ainsi équipé en mai 1944).
Les U-Boote sans Schnorchel se dirigent vers une zone située entre le cap Lizard et Hartland Point (en) afin de contrer les forces d'invasion alliées. À l'arrivée dans leur zone opérationnelle, ils font l'objet d'attaques aériennes. Quatre U-Boote signalent qu'ils sont endommagés et qu'ils retournent à leur base. Tous les U-Boote équipés de Schnorchel, sauf le U-821 sont attaqués par des avions et par des destroyers alliés. Ceux qui ne coulent pas retournent à Brest, incapables de remplir leur mission après de nombreuses avaries.
Le 7 juin 1944, les bateaux restants, y compris l'U-821, seul parmi les sous-marins encore en bon état à être équipé d'un Schnorchel, partent en plongée pendant la journée.
Le lendemain à 14 h 0, un destroyer est repéré. Une torpille T-5 est tirée sans aucun résultat. Une demi-heure plus tard, le sous-marin renonce à attaquer, la cible étant trop éloignée. À ce moment-là ses batteries sont peu chargées (il reste 3 400 ampères-heures). L'U-821 se pose sur le fond en attente de passage de bâtiments. Vers 16 h 0, de nombreux bruits d'hélices d'une force britannique en ratissage se font entendre à l'hydrophone tribord ; le commandant Knackfuss reste silencieux pendant près de huit heures. La flotte passée, l'U-821 fait surface par nuit claire.
 Quinze minutes après, le radar anti-aérien (FuMo) détecte un contact avec un avion à 15 000 mètres. Quelques minutes plus tard, les personnes présentes dans la baignoire sont aveuglées par un projecteur. Les canonniers ouvrent le feu. Trois bombes sont lancées blessant un total de cinq membres de l'équipage. Knackfuss entre les blessés à bord, puis effectue une plongée d'urgence. Après un tour au périscope et ne voyant aucun ennemi, il fait de nouveau surface. Il est de nouveau attaqué par des avions alliés. Il replonge et essuie plusieurs attaques par des charges de profondeur. Les batteries étant vides, il est obligé de faire surface les recharger. Il est repéré au nord-ouest d'Ouessant, par quatre avions bombardiers Mosquito du Sqn 24. Un Mosquito s'approche et le mitraille. L'équipage abandonne le sous-marin qui semble couler. Un bombardier Liberator du Sqn 206 arrive sur place et lance deux charges de profondeur qui détruisent l'U-821, à la position géographique 48° 31′ N, 5° 11′ O.
 Il faisait route pour Brest. Les survivants sont recueillis par un patrouilleur allemand, attaqué et coulé par des Mosquito du Sqn 248. L'un des avions alliés est abattu pendant l'attaque. Friedrich Dietrich est le seul survivant de l'U-821 sur les cinquante-et-un membres d'équipage, recueilli sur le lieu du naufrage du patrouilleur,.

## Affectations
- 4. Unterseebootsflottille du 11 octobre 1943 au 1er novembre 1943 (Période de formation).
- 24. Unterseebootsflottille du 1er novembre 1943 au 31 décembre 1943 (Période de formation).
- 4. Unterseebootsflottille du 1er janvier 1944 au 29 février 1944 (Période de formation).
- 1. Unterseebootsflottille du 1er mars 1944 au 10 juin 1944 (Unité combattante).

## Commandement
- Leutnant zur See Ludwig Fabricius du 11 octobre 1943 au 1er décembre 1943.
- Oberleutnant zur See Ernst Fischer du 2 décembre 1943 au 31 décembre 1943.
- Oberleutnant zur See Ulrich Knackfuß du 1er janvier 1944 au 10 juin 1944.

## Patrouilles
|       | Commandant            | Départ       | Départ       | Arrivée       | Arrivée      | Jours    | Succès |
| ----- | --------------------- | ------------ | ------------ | ------------- | ------------ | -------- | ------ |
|       | Oblt. Ulrich Knackfuß | 7 mars 1944  | Kiel         | 9 mars 1944   | Kristiansand | 3 jours  |        |
|       | Oblt. Ulrich Knackfuß | 17 mars 1944 | Kristiansand | 18 mars 1944  | Bergen       | 3 jours  |        |
| 1     | Oblt. Ulrich Knackfuß | 19 mars 1944 | Bergen       | 12 avril 1944 | Brest        | 25 jours |        |
| 2     | Oblt. Ulrich Knackfuß | 6 juin 1944  | Brest        | 10 juin 1944  | Coulé        | 5 jours  |        |
| Total | Total                 | Total        | Total        | Total         | Total        | 35 jours | 0 t    |

Note : Oblt. = Oberleutnant zur See